# Jean-Denis Pendanx
Jean-Denis Pendanx, né en 1966 à Dax, est un illustrateur et dessinateur de bande dessinée français.

## Biographie
Après une année préparatoire à l'école Estienne à Paris, Jean-Denis Pendanx obtient un BTS en arts appliqués au lycée Jolimont de Toulouse, puis suit les cours de l'école des arts décoratifs de Paris. Il vit à Bordeaux où il se consacre à la bande dessinée, aux illustrations de livres pour la jeunesse, aux illustrations pour des magazines, ainsi qu'à des expositions et animations autour du métier de dessinateur de BD. En 1991 il publie avec Doug Headline son premier album : Diavolo le solennel, aux éditions Glénat. En 1993 paraît le premier volume de Labyrinthes, avec Dieter et Serge Le Tendre ; et il travaille en parallèle sur le dessin animé Corto Maltese.[Lequel ?] En 2002, il adapte Les Corruptibles avec son auteur, Alain Brezault. En 2006, il signe avec Christophe Dabitch Abdallahi, chez Futuropolis.

## Œuvre

### Albums
- Diavolo le solennel, Doug Headline (scénario), Zenda, 1991.
- Labyrinthes, Dieter et Serge Le Tendre (scénario), Glénat.

1. Le Dieu qui souffre, sept. 1993, 48 pages.
2. La Mort qui marche, mars 1995, 48 pages.
3. Agwe Wedo, 1996.
4. Les maîtres de l'Agartha, 1997.

- Les Corruptibles, Alain Brézault (scénario), Glénat.

1. Bonne arrivée patron, 2002[3],[4].
2. Zig-Zag, 2003.
3. Loopings, 2004.

- Abdallahi, Christophe Dabitch (scénario), Futuropolis[2].

1. Abdallahi tome 1, 2006[5].
2. Abdallahi tome 2, 2006[6].

- Jeronimus, Christophe Dabitch (scénario), Futuropolis[7].

1. Jeronimus Première partie, 2008.
2. Jeronimus Seconde partie, 2009.
3. Jeronimus Troisième partie, 2010.

- Svoboda !, scénario de Kris, Futuropolis

1. De Prague à Tcheliabinsk, 2011
2. Iekaterinbourg, été 1918, 2012

- Tsunami, scénario de Stéphane Piatzszek, Futuropolis, 2013
- Au bout du fleuve, Futuropolis, 2017[8]

Collectif
- Case départ, Petit à Petit, 2004.

### Ouvrages jeunesse
- La Préhistoire, avec Pascal Picq, Mango Jeunesse, 2001
- Carnet de voyage : Bamako-Cotonou, éditions Charrette, 2001
- Y a pas plus trouillard qu'un vampire !, roman d'Olivier Ka, Les P'tits fantastiques, Magnard, 2001
- Le sourire de Mémé, roman d'Olivier Ka, Les P'tits fantastiques, Magnard, 2002
- Ti-Grô et le Mamoumouth, texte d'Olivier Ka, Éditions Petit à Petit, 2008

## Prix
- 2006 : Prix Château de Cheverny de la bande dessinée historique décerné lors des Rendez-vous de l'histoire de Blois pour Abdallahi t. 1 : Dans l'intimité des terres (avec Christophe Dabitch)[9]
- 2012 :  Prix Saint-Michel de la presse (avec Kris) pour Svoboda, t. 1 : Iekaterinbourg, été 1918
- 2015 : prix Du vent dans les BD, catégorie adulte, avec Stéphane Piatzszek pour Tsunami[10].